# Männersache
Männersache ist eine deutsche Filmkomödie aus dem Jahr 2009 von Gernot Roll und Mario Barth. Das Drehbuch schrieben Mario Barth und Dieter Tappert, die auch die Hauptrollen spielten.

## Handlung
Berlin 1991: Paul und sein bester Freund Hotte schwören sich Freundschaft für immer. Heute arbeitet Paul in einer Zoohandlung und lebt mit seinem Vater Rudi zusammen. An einigen Abenden tritt er in einer kleinen Kneipe als Komiker auf, jedoch mit geringem Erfolg – bis er beginnt, Witze über seinen Freund Hotte und dessen Freundin Susi zu erzählen. Sein Verhältnis zu Hotte leidet unter diesen Witzen, und Hottes Freundin, die sowieso nicht viel von Paul hält, ist nun zusätzlich verärgert.
Über einen Zeitungsartikel, den Susi in ihrem Ärger über Paul hat veröffentlichen lassen, geraten Paul und Hotte in Streit. Paul sieht später zudem ein Fernsehinterview, in dem Hotte die Freundschaft mit Paul in Frage stellt. Hotte und Paul entzweien sich. Der schmierige Manager Heinz König wird auf Paul aufmerksam und bietet seine Dienste an. Mit seiner Hilfe und den Witzen über Hotte und Susi hat Paul nun Erfolg und kann in kürzester Zeit ganze Säle füllen. 
Nach einer zufälligen Begegnung vor einer Diskothek verbringen Paul und Susi, die beide stark betrunken sind, eine Nacht miteinander. Pauls Vater Rudi, dem Pauls Veränderung missfällt, beauftragt einen russischen Mafiaboss damit, Pauls Manager einzuschüchtern und ihn so von Paul fernzuhalten. 
Es kommt zu einem Streit zwischen Paul und Rudi, woraufhin Rudi kurz darauf einen Zusammenbruch erleidet. Hotte findet ihn zufällig und liefert ihn ins Krankenhaus ein. Paul, der gerade festgestellt hat, dass sein Manager ihn hintergeht, verlässt eine große Fernsehshow vor seinem Auftritt, um ins Krankenhaus zu eilen. Am Krankenbett versöhnen sich Vater und Sohn und Hotte und Paul rasen in Susis Auto Richtung Fernsehshow, in der Paul seinen großen Auftritt haben soll, von dem er schon lange träumt.
Unterwegs beichtet Paul jedoch Hotte seine Nacht mit Susi. Hotte schlägt Paul daraufhin mit der Faust ins Gesicht. Er kann Paul anschließend aber verzeihen, da er von Susi bereits weiß, dass zwischen den beiden außer einem Kuss nichts gelaufen ist.
Von Hotte vor die Wahl gestellt, auf ein Bier mit ihm in die Kneipe oder zurück ins Fernsehstudio zu gehen, entscheidet Paul sich gegen die Karriere und für seinen Freund Hotte. Zum Schluss feiern sie gemeinsam mit Rudi und Susi auf dem Dach ihres Wohnhauses.

## Hintergrund
Die Dreharbeiten fanden vom 9. Juni 2008 bis 10. August 2008 in Berlin statt.
Kinostart in Deutschland war am 19. März 2009 und in Österreich einen Tag später. In der Schweiz war der Film ab dem 26. März 2009 zu sehen. In den deutschen Kinos sahen ihn in der Startwoche 870.502 und insgesamt 1.835.924 Zuschauer. Am 1. Oktober 2009 wurde der Film in Deutschland von Paramount Home Entertainment auf DVD und Blu-ray mit FSK-12-Freigabe veröffentlicht.
Mario Barth und Dieter Tappert spielen im Film neben den Hauptrollen diverse kleine Nebenrollen. So wird der russische Mafiaboss von Tappert dargestellt und dessen russischer Handlanger von Barth. Ebenso spielt Barth den Bauarbeiter Marek, die Oma sowie eine Person, die Jerry Lewis darstellen soll. Zudem spielen Barth und Tappert die Rollen des Paul und Hotte in ihren Kinderjahren.
Paul Würdig, als Rapper unter dem Pseudonym Sido bekannt, ist in einem Cameo-Auftritt als Aufnahmeleiter namens Guido zu sehen. In dieser Szene äußert er sich gegenüber einem Rapper, der eine Maske trägt, dass er mit diesem Markenzeichen – mit dem Würdig im realen Leben bekannt wurde – keinen Erfolg haben werde.

## Kritik
In den Nürnberger Nachrichten vom 20. März 2009 war zu lesen: „Erst füllte Mario Barth das Berliner Olympiastadion, jetzt füllt er das Publikum mit lahmem Comedy-Klamauk aus der untersten Schublade ab. […] ‚Männersache‘ ist der erste Film von Mario Barth. Was macht er da? In erster Linie reißt er Uralt-Witze. Daneben schrieb er mit am Drehbuch, führte mit Gernot Roll Regie, spielt sechs Rollen und umgibt sich mit Schauspielprofis wie Michael Gwisdek und Jürgen Vogel, wodurch sein darstellerisches Unvermögen noch mehr auffällt. Das aber hat der Possenreißer mit dem eingebauten Gesichtskrampf nicht bedacht. Oder es ist ihm ganz einfach wurscht, weil er weiß, dass solche Feinheiten den Fans piepegal sind.“
Susan Vahabzadeh schrieb in der Süddeutschen Zeitung vom 21. März 2009: „Mario Barths Film ‚Männersache‘ ist eine Art Gehirnjogging. Vom verzweifelten Versuch, herauszufinden, wo zum Teufel der Witz ist. […] Die Zeiten, als noch über die Plattheit von Pointen zu lamentieren war, sind aber vorbei; man ist hier schon froh, wenn man während der gefühlten drei Stunden überhaupt eine findet. […] Der Rest von ‚Männersache‘ ist eine Aneinanderreihung von mehr oder weniger sinnvollen Handlungen und Sätzen […] Mit Beherrschung eines Handwerks, Timing oder gar mit Inspiration hat das alles nichts zu tun […] Ob das fürs Kino reicht? Naja: Wo Paris Hilton mit einer Stilikone verwechselt wird, geht Mario Barth sicherlich auch als komisch durch.“
Die Redaktion der Stuttgarter Zeitung vom 23. März 2009 urteilte: „Rational nachvollziehbar ist es nicht, warum TV-Stars sich auf die große Leinwand wagen, um mit schlichten Drehbüchern, schlechtem Timing und dem Verschnitt ihrer Erfolgsroutinen erbärmliche Bauchlandungen hinzulegen. Im Falle von ‚Männersache‘ liegt der Fall komplizierter: hier haben wir es entweder mit Selbsthass oder einem Hilfeschrei zu tun. Paul (irritierend unsympathisch und monoman: Mario Barth) und Hotte (Dieter Tappert) haben sich einst ewige Freundschaft geschworen: was hier ein anderes Wort für die Kombination von Komasaufen und regressivem In-die-Pfanne-Hauen ist. […] Da die flachen Figuren immer nur auf die nächste Pointe hin entwickelt sind, wirkt der finale Loyalitätskonflikt ‚Karriere oder Freundschaft?‘ völlig überdimensioniert. Mario hat sich fürs Olympiastadion entschieden, Paul wählt die Freundschaft. Was sollen wir davon halten?“